# Kapitan Andreevo
Kapitan Andreevo (bulgare : Капитан Андреево) est un village frontalier bulgare, limitrophe de la Grèce et de la Turquie, connu pour son poste-frontière qui est l'un des plus fréquentés d'Europe.

## Géographie
Kapitan Andreevo est un village de la commune de Svilengrad, dans l'oblast de Khaskovo. Son altitude moyenne est de 30 mètres et sa population était en 2012 de 841 habitants. 
La Maritsa, fleuve qui marque à cet endroit la frontière entre la Grèce et la Bulgarie, coule au sud du village. La frontière turque est à l'est.

## Toponymie
En 1934, le village qui s'appelait précédemment Virantekke (bulgare : Вирантекке) est renommé en l'honneur de Nicola Andreev (1876-1912), un officier bulgare mort pendant la Première Guerre balkanique. Originaire de Stara Zagora, Nicola Andreev est mort à Díkaia, village grec situé sur la rive sud de la Maritsa, à moins de trois kilomètres à vol d'oiseau de Kapitan Andreevo.

## Poste frontière
Traversé par la route européenne 80 (E-80), qui est l'axe principal de circulation entre Istanbul et Sofia, Kapitan Andreevo est le principal point de passage routier entre la Turquie et l'Union européenne, et c'est l'un des postes-frontières terrestres les plus fréquentés d'Europe : en 2009, le trafic était de 482 000 véhicules personnels et 456 000 véhicules commerciaux. Cette même année, le poste-frontière employait (côté bulgare) 142 douaniers et 129 policiers. Par le fait même, il est particulièrement exposé au trafic de stupéfiants, de cigarettes et d'êtres humains.
De l'autre côté de la frontière se trouve la localité turque de Kapıkule. Le spectacle des longues files de camions faisant la queue à Kapıkule pour entrer en Union européenne revient régulièrement dans les actualités en Turquie,.